# Ice Hockey Club Draghi Torino
L'Ice Hockey Club Draghi Torino è una squadra di hockey su ghiaccio di Torino fondata nel 1967. Attualmente è attivo solo il settore giovanile.

La squadra è la sezione hockeystica della società che partecipa anche al campionato di hockey in-line con la compagine dell'Hockey Club Draghi Torino.

## Storia
Era la stagione 1967–68 quando l'HC Sestriere giocava al Torino Esposizioni con l'allora presidente Dott. Emanuele Nasi e con l'allora allenatore Sartori Giorgio.
L'idea dei responsabili sportivi delle società di allora, portò alla decisione di dedicarsi quasi esclusivamente al settore giovanile, per generare un vivaio che nel tempo avesse potuto supportare una prima squadra. Fu così che nacque l'HC Draghi, dal cui vivaio uscirono alcuni giocatori di rilievo, come il capitano della nazionale italiana Ludovico Migliore.
Come miglior risultato nel campionato italiano, l'HC Draghi vanta una partecipazione in serie B nella stagione 1982-83 e due in serie B2 (campionato 1990-91 e campionato 1991-92).

## Giocatori famosi
- James D. Pollan
- Bruno Campese
- Christopher Paul Bartolone
- Marco Favalli
- Andrea Tovo